# Dmitri Shépel
Dmitri Serguéyevich Shépel –en ruso, Дмитрий Сергеевич Шепель– (Leningrado, URSS, 8 de agosto de 1978) es un deportista ruso que compitió en patinaje de velocidad sobre hielo.
Ganó una medalla de plata en el Campeonato Mundial de Patinaje de Velocidad sobre Hielo de 2002 y tres medallas en el Campeonato Europeo de Patinaje de Velocidad sobre Hielo, entre los años 1999 y 2002.
Participó en tres Juegos Olímpicos de Invierno, entre los años 1998 y 2006, ocupando el cuarto lugar en Salt Lake City 2002 (5000 m) y el quinto en Turín 2006 (persecución por equipos).

## Palmarés internacional
| Campeonato Mundial | Campeonato Mundial        | Campeonato Mundial | Campeonato Mundial    |
| Año                | Lugar                     | Medalla            | Prueba                |
| ------------------ | ------------------------- | ------------------ | --------------------- |
| 2002               | Heerenveen (Países Bajos) | Medalla de plata   | Clasificación general |
| Campeonato Europeo |                           |                    |                       |
| Año                | Lugar                     | Medalla            | Prueba                |
| 1999               | Heerenveen (Países Bajos) | Medalla de bronce  | Clasificación general |
| 2001               | Baselga di Piné (Italia)  | Medalla de oro     | Clasificación general |
| 2002               | Erfurt (Alemania)         | Medalla de bronce  | Clasificación general |